# Super Etoile de Dakar
Super Etoile de Dakar è un gruppo musicale senegalese di musica Mbalax.
È anche la band del celebre cantante senegalese Youssou N'Dour, che ha accompagnato durante tutta la sua carriera solista.

## Formazione
- Youssou N'Dour: voce solista, percussioni
- Habib Faye: basso, tastiere, chitarra, direzione musicale
- Babacar Faye: percussioni, cori
- El-Hadji Omar Faye: percussioni
- Mamadou Jimi Mbaye: chitarra solista, basso
- Papa Oumar Ngom: chitarra ritmica
- Omar Sow: chitarra ritmica, basso
- Assane Thiam: tama
- Ibou Cisse: tastiere
- Moustapha Faye: tastiere
- Abdoulaye Lo: batteria
- Djanke Djibe Termessant: cori
- Tanya Sow: cori
- Ndie Marie Ndiaye Gaulou: cori

## Discografia
- 1986 – Nelson Mandela
- 1988 – Immigres|Bitim Rew
- 1989 – The Lion
- 1990 – Set
- 1992 – Eyes Open
- 1994 – Guide (Wommat)
- 1996 – Djamil
- 1997 – Inedits 84-85
- 1999 – Special de Fin d'Anee Plus
- 2000 – Lii
- 2000 – Joko: From the Village to the Town
- 2000 – Rewmi
- 2000 – Le Grand Bal
- 2000 – Saint Luis
- 2000 – Le Grand Bal a Bercy
- 2002 – Ba Tay
- 2002 – Nothing's in Vain
- 2002 – Youssou N'Dour and His Friends
- 2004 – Kirikou
- 2004 – Egypt
- 2007 – Rokku Mi Rokka (Give and Take)

## DVD
- 2002   Youssou N'Dour Live at the Union Chapel (talvolta intitolato "Youssou N'Dour Live in London")
- 2005 - Youssou N'Dour et le Super Etoile de Dakar Live at Montreux 1989
- 2005 - Bercy 2005